# سوخرا
سوخرا پسر کارن پسر سوخرا که با نام‌های سرخاب، سوفرا و سرافرا و گاه زرمهر نیز شناخته شده، فرمانروای سیستان در زمان ساسانیان و از آزادگان (اشراف) بزرگ ایران در اواخر سده ۵ میلادی بود. وی از خانوادهٔ کارن و زادگاهش ناحیه اردشیرخوره در پارس بود. او در زمان پادشاهی پیروز یکم (۴۵۷–۴۸۴), بلاش (۴۸۴ – ۴۸۸) و قباد یکم (۴۸۸–۴۹۶) می‌زیست. او بسیاری از مواقع در منابع با پدرش (زرمهر هزاررفت) و پسرش (زرمهر کارن) اشتباه گرفته می‌شود.
مقتدرترین نجبای ایران در زمان پیروز یکم دو تن بودند یکی زرمهر یا سوخرا، و دیگری شاپور مهران که از مردم ری و خاندان مهران بود. پس از کشته شدن پیروز در جنگ با هپتالیان این دو سردار که با لشکری بزرگ در ایبریای قفقاز و ارمنستان به جنگ مشغول بودند، با عجله به تیسفون برگشتند تا نفوذ خود را در انتخاب پادشاه جدید به کار ببرند. زرمهر در رویارویی با ارمنیان، گشنسب‌داد را مأمور مذاکره با آنان کرد. وی لقب هزارپت داشت. او با واهان مامیکونیان، رئیس شورشیان ارمنی، صلح کرد.
بعد از پیروز، بلاش برادر پیروز، انتخاب شد و در زمان سلطنت این پادشاه فرمانروای حقیقی ایران زرمهر بود. او از ابتدای سلطنت بلاش به سال ۴۸۴ تا ۴۸۸ میلادی عهده‌دار مقام وزارت بود. بلاش با اینکه نیک نهاد بود مردی نبود که کشور ایران در آن وقت به وجود او احتیاج داشت. ناخرسندی بزرگان تعمیم یافت و پس از چهار سال سلطنت بلاش را برکنار و کور کرده و قباد یکم را بر تخت سلطنت نشاندند. بلاشک محرک اصلی این انقلاب زرمهر بود.

## سوفرا وزرمهردرشاهنامه فردوسی
بنابر شاهنامه فردوسی، با وجود خردسالی قباد و اقبال ایرانیان به سوفرای برای شاهی سوفرای نمی‌پذیرد، اما پس از بزرگ‌شدن قباد، به دلیل بدگویی بدخواهان دستور قتل سوفرای را می‌دهد. قتل سوفرای به شورش و ناآرامی می‌انجامد و تا دستگیری قباد ادامه می‌یابد. قباد را بسته و به زرمهر کارن پسر سوفرای می‌دهند تا انتقام پدر را بستاند اما زرمهر او را می‌بخشد زیرا کسی را جز او مناسب شاهی نمی‌دید و با مهر به قباد نگاه می‌کرد. این گفتار دو بار در شاهنامه آمده یک بار مفصل و یک بار به صورت خلاصه آمده‌است.
| نه فرزند قارن بشد، سوفرای    |  | که آورد گاه مهی باز جای     |
| ز پیروزی او چُن آمد نشان      |  | از ایران برفتند گردنکشان    |
| که بر وی به شاهی کنند آفرین  |  | شود کهتری شهریار زمین!      |
| بدایرانیان گفت کین ناسزاست   |  | بزرگی و تاج ازدرِ پادشاست    |
| قباد ارچه خردست، گردد بزرگ   |  | نیاریم در بیشهٔ شیر گرگ!     |
| چو خواهی که شاهی کنی بی‌نژاد  |  | همه دوده را داد خواهی به‌باد |
| قباد آن زمان چون به‌مردی رسید |  | سر سوفرای ازدرِ تاج دید      |
| به گفتار بدگوهرانش بکشت      |  | کجا بود در پادشاهی‌اش پشت    |
| و زان پس ببستند پای قباد     |  | دلاور سواری گوی کی‌نژاد      |
| به زرمهر دادش یکی بی‌گهر      |  | که کین پدر زو بخواهد مگر    |
| نگه کرد زرمهر، کس را ندید    |  | که با تاج برتخت شاهی سزید   |
| ازو بند برداشت تا کار خویش   |  | بجوید، کند تیز بازار خویش   |
| کس از بندگان تخت شاهی نجست   |  | وگر چند بودی نژادش درست     |

## مرگ
پس از بلاش، قباد یکم پسر پیروز به شاهی رسید. قباد توانست با کمک سوخرا بر بسیاری از نابسامانی‌ها و شورش‌ها پایان دهد.
طبری در تاریخ خود می‌نویسد:
«و چون بیشتر روزگار قباد سپری شد تدبیر ملک به دست سوخرا بود. مردم بدو گرویدند و قباد را سبک گرفتند و قباد تحمل این نکرد و بدان رضا نداد و به شاپور رازی که از خاندان مهران بود و اسپهبد ولایت ری بود نوشت که با سپاه خویش بیاید و چون بیامد حکایت سوخرا را با وی در میان نهاد و فرمان خویش دربارهٔ او بداد … پس از آن قباد بفرمود تا سوخرا را بکشند.»
دو پسر او زرمهر و کارن پس از مرگ او در طبرستان، ارمنستان و سیستان از عوامل پادشاهی ساسانی بودند.